# Попов, Иван Николаевич
Иван Николаевич Попов (известен в Думе как Попов 4-й; 1879, Вологодская губерния — после 1930) — крестьянин-хлебороб, торговец, депутат III Государственной думы Российской империи от Вологодской губернии (1907—1912) избран как беспартийный. В Думе входил во фракцию умеренно-правых, являлся членом торгово-промышленной комиссии и комиссии по переселенческому делу. Позднее вышел из фракции и снова стал беспартийным.

## Биография
Иван Попов родился в 1879 году в деревне Хозятино Утмановской волости Никольского уезда Вологодской губернии — сегодня это Подосиновский район Кировской области — в семье крестьянина Николая Попова. Иван получил начальное (по официальной классификации своего времени, «низшее») образование — он успешно окончил местное народное училище.
После завершения школьного обучения Попов стал мелким торговцем и земледельцем. Он занимался сельским хозяйством на тридцати десятинах надельной земли.
19 октября (1 ноября) 1907 года И. Н. Попов, обозначавшийся в выборных документах как «беспартийный крестьянин-землепашец», был избран в Третью Государственную думу Российской империи от съезда уполномоченных от волостей Вологодской губернии. На момент избрания в парламент он проживал в Утманской волости родного уезда.

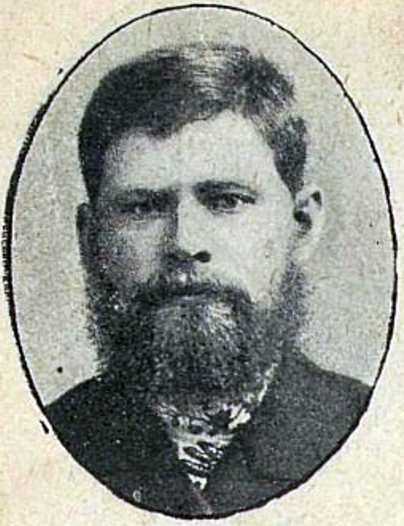
Попов 4-й в 1909 году

Данные о политических предпочтениях Ивана Николаевича рознятся: по одним сведениям в III Думе он лишь в первую сессию примыкал к консерваторам (входил во фракцию умеренно-правых), по другим данным — в первые две сессии. После ухода от правых он стал, по думской классификации, «беспартийным». В этот период И. Н. Попов являлся членом двух парламентских комиссий: о торговле и промышленности (иначе, «торгово-промышленной») и комиссии по переселенческому делу (см. Столыпинская аграрная реформа).
Иван Попов, получившей от думских журналистов прозвание «Попов 4-й», подписал целый ряд законодательных проектов, преимущественно касавшихся крестьянского вопроса в Российской Империи. В частности, его подпись стоит под законопроектами «О содействии усовершенствованию крестьянского хозяйства и сельского хозяйства в России вообще», «Об изменении законов о взимании и отправлении земельных и натуральных повинностей крестьян», «О наделении безземельных и малоземельных крестьян землей», «О языке преподавания в школах местностей с малорусским населением» и под инициативой «Об улучшении и увеличении крестьянского землевладения и землепользования».
После Революции работал уполномоченным Губкома, в 1930 г. был осужден на 5 лет лишения свободы, реабилитирован в 1989 г.

## Семья
По данным на 1907 год Иван Попов состоял в официальном браке.